# Euonymus cornutus
Euonymus cornutus là một loài thực vật có hoa trong họ Dây gối. Loài này được Hemsl. mô tả khoa học đầu tiên năm 1893.